# متحف القصبة
متحف القصبة هو أول متحف يقام في مدينة نابلس و شمال الضفة الغربية. أقيم المتحف على آثار رومانية تحت المدينة القديمة في نابلس، ويضم شارعاً رومانياً ودرجاً يؤدي إلى قناة جر مياه تعود للعصر الروماني إضافة إلى وجود قواعد أعمدة وتيجان أعمدة وأجزاء منها.
وصل عدد معروضاته إلى 865 قطعة أثرية وتراثية تبرّع بمعظمها مواطنون.

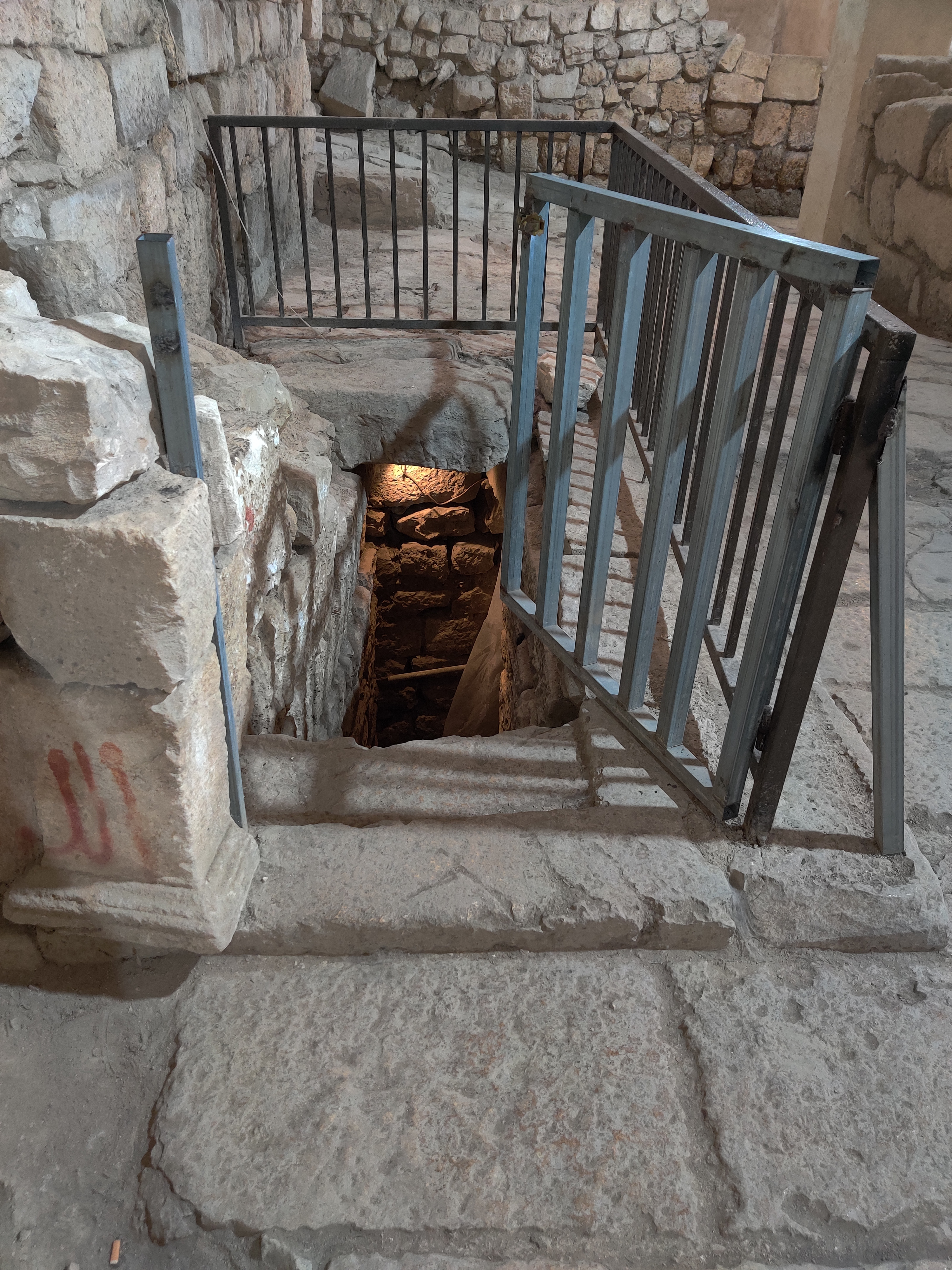
مدخل الدرج الهابط إلى قناة المياه الرومانية من شارع الأعمدة ضمن متحف القصبة في المدينة القديمة في نابلس

تعرض المتحف في العام 2002 للتخريب من جنود الاحتلال الإسرائيلي الذي اجتاح المدينة ، حيث دمّرت الأبواب والأسوار ونهبت محتوياته باستثناء الأعمدة الرومانية والتيجان، وتعرض الموق للإهمال لعدة أعوام.